# Parabathippus shelfordi
Espèce
Synonymes
- Bathippus shelfordii Peckham & Peckham, 1907
- Bathippus serenus Peckham & Peckham, 1907

Parabathippus shelfordi est une espèce d'araignées aranéomorphes de la famille des Salticidae.

## Distribution
Cette espèce est endémique de Bornéo.

## Description
Le mâle holotype mesure 8 mm et la femelle 6,7 mm.
La carapace du mâle décrit par Żabka en 1988 mesure 3,82 mm de long et l'abdomen 3,90 mm et la carapace de la femelle mesure 3,66 mm de long et l'abdomen 3,24 mm.

## Étymologie
Cette espèce est nommée en l'honneur de Robert Walter Campbell Shelford.

## Publication originale
- Peckham & Peckham, 1907 : The Attidae of Borneo. Transactions of the Wisconsin Academy of Sciences, Arts, and Letters, vol. 15, p. 603-653 (texte intégral).